# Diego Dávila Coello
Diego Dávila Coello y Pacheco, I marqués de Navamorquende y XVII señor de Cardiel, El Bodón, Montalbo, El Hito y Villar de Cañas (c. 1621 - c. 1680); político y administrador español que ejerció el cargo de gobernador de Chile entre 1668 y 1670, por resolución del virrey del Perú, Pedro Antonio Fernández de Castro, Conde de Lemos, que había exonerado a su antecesor Francisco de Meneses, debido a su estilo arbitrario de gobierno y a las acusaciones de haber defraudado el Real Situado.

## Antecedentes
Dávila Coello había llegado a Lima, como parte de la comitiva del Conde de Lemos, en noviembre de 1667, provisto del nombramiento gobernador general de la plaza de El Callao. Pero el 25 de diciembre del mismo año, el virrey lo nombraba gobernador y capitán general interino de Chile, en vista de las denuncias contra Francisco de Meneses.
El 19 de marzo de 1668 el nuevo gobernador desembarcaba en Valparaíso acompañado de una guardia de 150 hombres, que debían protegerlo en caso de que Meneses no acatara las órdenes. Pero esta medida resultó innecesaria, pues este último fue detenido por las propias tropas y vecinos de Santiago, mientras intantaba huir al sur a tomar el control del grueso del ejército de la frontera.

## Gobierno
La primera ocupación de Dávila Coello fue el juicio de residencia de Meneses.
La segunda, el reacuartelamiento del ejército de la frontera mapuche, que Meneses, con el fin de desviar partidas, había licenciado en su mayor parte.
En la primavera austral de 1668, Dávila Coello inició una campaña contra los mapuches, acompañado de una columna de dos mil españoles e indios amigos. Mejoró las murallas de Arauco. Reedificó los fuertes Tucapel y Paicaví. Cruzó la cordillera de Nahuelbuta, y reforzó la guarnición de Purén. Con las tropas de La Imperial mejoró la guarnición de Repocura. Ya en el verano de 1669 ingresó directamente en lo profundo del territorio mapuche destruyendo ranchos, arreando ganados y tomando numerosos prisioneros. Continuando con la reorganización de los destacamentos, despobló Tolpán, destinó su tropa al fuerte San Carlos de Austria, y edificó el fuerte Madintuco en la confluencia del Río Laja y el Biobío.

## Abandono precipitado
Mariana de Austria, regente de España, nombró un gobernador titular, Juan Henríquez de Villalobos, noticia que llegó a Lima donde se estimó que sería un partidario de Meneses. El Conde de Lemos, entonces, ordenó a Dávila Coello, volver al Perú lo antes posible, para evitar ser vejado por la futura autoridad. Éste así lo hizo, embarcándose en Concepción y haciendo una escala en Valparaíso, donde comunicó al cabildo de Santiago el nombre de su sucesor interino, el nonagenario Diego González Montero Justiniano. 
| Precedido por: Francisco de Meneses 1664-1667 | Gobernador de Chile 1667-1670 | Sucedido por: Diego González Montero Justiniano febrero-octubre de 1670 |